# The Introduction
The Introduction è il primo album in studio del gruppo musicale statunitense Steve Morse Band, pubblicato nel 1984 dalla Elektra Records.

## Tracce
Musiche di Steve Morse.
1. Cruise Missile – 3:53
2. General Lee – 3:49
3. The Introduction – 5:04
4. Vertical Hair Factory – 3:39
5. On the Pipe – 4:07
6. The Whistle – 3:56
7. Mountain Waltz – 3:22
8. Dark Water – 2:06
9. Water Under the Bridge – 4:01
10. Toxic Shuffle – 2:12

## Formazione
- Steve Morse – chitarra
- Jerry Peek – basso
- Rod Morgenstein – batteria